# Abd Allah ibn Sad
Abd Allah ibn Sad (arab. ‏عبدالله بن سعد‎; pełne imię: Abu Jahja Abd Allah ibn Sad ibn Abi Sarh al-Amiri; ur. ?, zm. prawdopodobnie ok. 656 - 658) – muzułmański namiestnik Egiptu w latach 645 do 656.
Należał do kurajszyckiego klanu Amir ibn Lu'ajj, od którego pochodzi jego nisba al-Amiri. Abd Allah przyjął islam i dołączył do Mahometa w Medynie jakiś czas przed zdobyciem przez niego Mekki. Miał on być pierwszą osobą,  którą Prorok zatrudnił jako jednego ze „skrybów objawienia” (kuttab al-wahi). Niedługo potem jednak Abd Allah porzucił islam i uciekł do Mekki. Miał on dodać do koranicznego objawienia własny fragment, czego Mahomet miał nie zauważyć, przyjmując tekst Abd Allaha za tekst boski. Albo przynajmniej Abd Allah przechwalał się, że tak zrobił kiedy powrócił do Mekki. Ma się do niego odnosić następujący werset „Koranu”:
A kto jest bardziej niesprawiedliwy aniżeli ten, który wymyśla kłamstwo przeciwko Bogu? Albo, który mówi: „Zostało mi objawione!” - a nic mu nie zostało objawione - i który mówi: „Ja ześlę coś podobnego do tego, co zesłał Bóg!” (Koran, VI, 93)
Po zdobyciu Mekki Mahomet dał gwarancje bezpieczeństwa wszystkim politeistom (muszrikun) z wyjątkiem Abd Allaha i czterech innych. Abd Allah poprosił wówczas o schronienie swojego przybranego brata Usmana (644 - 656). Usman ukrył go i kiedy Prorok ogłosił generalną amnestię za wstawiennictwem Usmana uzyskał ją także Abd Allah. Zgodnie z tradycją po tym jak uległ namowom Usmana Mahomet miał jednak powiedzieć do Towarzyszy: „Długo milczałem. Dlaczego żaden z was nie zabił tego psa? - Dlaczego nie dałeś mi znaku, Posłańcu Boga - zapytał jeden z nich. - Nie zabija się znakami” - odparł Prorok.
Po tych wydarzeniach Abd Allah znalazł się pod protekcją Usmana. Był jednym z dowódców armii Amr ibn al-Asa w Egipcie w roku 641, a później został namiestnikiem Górnego Egiptu. Agitował za wyborem Usmana na kalifa. Niedługo po tym jak Usman objął to stanowisko Amr ibn al-As zaczął rościć sobie prawa do kontroli nad Górnym Egiptem, jednak nowy kalif nie przystał na to i ostatecznie zdymisjonował Amra, w roku 645 mianując Abd Allaha namiestnikiem całego Egiptu. Usman zamierzał scentralizować administrację kalifatu i stąd w jego planach nie było miejsca dla wpół niezależnych władców prowincji w rodzaju Amra, który chciał zatrzymać wszystkie zasoby regionu dla siebie i swoich popleczników. Ze względu na przeszłość Abd Allaha jego nominacja wzbudziła jednak oburzenie wśród wielu muzułmanów. Niedługo po objęciu namiestnictwa przez Abd Allaha cesarz Konstans II (641 - 668) wysłał do Egiptu flotę pod dowództwem Manuela i ten zajął Aleksandrię. Abd Allah okazał się niezdolny do odbicia miasta i w tej sytuacji miejscowi muzułmanie prosili kalifa o przywrócenie rządów Amra. Usman wyraził zgodę i Amr pokonał Bizantyńczyków. Usman chciał teraz pozostawić Amra na stanowisku wojskowego namiestnika, podczas gdy Abd Allah miał zostać finansowym prefektem prowincji. Amr nie wyraził jednak na to zgody i w rezultacie Abd Allah po krótkiej przerwie powrócił na stanowisko namiestnika Egiptu.
Jako namiestnik Abd Allah kontynuował wcześniejsze podboje Amr ibn al-Asa. Najpierw zwrócił się w kierunku Ifrikijji, dokąd wysłał konny rekonesans. Kiedy ten powrócił z wielkimi łupami Abd Allah poprosił Usmana o zgodę na wyprawę do Ifrikijji, którą uzyskał. W tym momencie egzarcha Kartaginy Grzegorz ogłosił się cesarzem i przeniósł stolicę z Kartaginy do Sufetuli (w pobliżu dzis. Subajtili). W roku 647 Abd Allah stoczył kilkudniową bitwę nieopodal miasta z siłami bizantyńskimi i ostatecznie zwyciężył po zabiciu Grzegorza. Arabowie zdobyli Sufetulę i jej przyległości, zagarniając znaczną zdobycz. Następnie Abd Allah zajął inne części Ifrikijji, włącznie z Susą, Kafsą i twierdzą Udżum. Zawarł on traktat z miejscową ludnością nakładając na nią trybut. Abd Allah powrócił do Egiptu po półtorarocznej kampanii w Ifrikijji. W roku 649 kiedy Mu’awija (661 - 680) uzyskał zgodę Usmana na zaatakowanie Cypru Abd Allah udał się mu na pomoc z siłami Egiptu i muzułmanie zajęli wyspę. W roku 652 Abd Allah zaatakował Nubię i zajął Dongolę, po czym zawarł traktat z królem Kalidurutem, w źródłach arabskich nazywany „bakt” (od łac. pactum). Był to de facto pakt o nieagresji, który formalnie przewidywał trybut ze strony nubijskiej, lecz jednocześnie zawierał postanowienia o dostawach żywności i tkanin ze strony arabskiej. W ten sposób Abd Allah ustalił granicę arabskiego Egiptu na Asuanie. Bakt regulował stosunki pomiędzy chrześcijańską Nubią a muzułmańskim Egiptem przez następne sześć stuleci. W roku 654  Abd Allah wysłał wojskową ekspedycję do Ifrikijji ponieważ tamtejsza ludność złamała wcześniejszy układ i przestała płacić trybut. Ta wyprawa przywróciła arabską kontrolę. Po wyparciu Bizantyńczyków z Egiptu w roku 646 Abd Allah rozpoczął budowę arabskiej floty i w roku 654 lub 655 pokonał siły morskie Konstansa II w tzw. Bitwie Masztów, najważniejszym militarnym starciu w którym brał udział. Cesarska flota została kompletnie zniszczona.
Abd Allah ibn Sad spełnił nadzieje Usmana, reformując i uszczelniając system podatkowy Egiptu odziedziczony po Bizantyńczykach, tak że wpływy z prowincji istotnie się zwiększyły. Jego polityka, zakładająca także wysyłanie części dochodów z Egiptu do skarbu kalifa, sprawiła jednak że nie był on popularny, ponieważ miejscowi muzułmanie uważali że to im należą się wpływy z Egiptu jako zdobywcom tego kraju. Sytuację dodatkowo pogarszał napływ nowych plemion arabskich, które wywierały dalszą presję na ograniczone zasoby. Abd Allah miał także obiecać nowo przybyłym większy udział w łupach, co oburzyło tych, którzy brali udział w podbojach od początku. Podczas gdy Abd Allah zajęty był kampanią zakończoną Bitwą Masztów w Egipcie narastał niepokój wywołany agitacją przeciwko namiestnikowi i jego kalifowi przybranego syna Usmana, Muhammada ibn Abi Huzajfy, oraz syna Abu Bakra, Muhammada. Próby negocjacji z nimi nie dały rezultatu i w tej sytuacji Usman wezwał Abd Allaha na konsultacje do Medyny, podczas gdy ten zostawił na miejscu jako swojego zastępcę Ukbę ibn Amira lub według innych źródeł Sa'iba ibn Hiszama. Nieobecność Abd Allaha wykorzystał Muhammad ibn Abi Huzajfa, który w styczniu 656 roku podniósł otwarty bunt i obalił władzę jego zastępcy. Muhammad ibn Abi Huzajfa był popierany przez grupę, która brała udział w pierwszych podbojach i sprzeciwiała się utracie swojego monopolu na władzę i bogactwo. Ani on, ani jego zwolennicy, nie należeli do ważnych wodzów plemiennych. Około czterystu spośród nich udało się następnie do Medyny, by przedstawić swoje pretensje kalifowi, ta wyprawa ostatecznie zakończyła się jednak zamordowaniem Usmana i końcem jego rządów. W międzyczasie Abd Allah próbował powrócić do Egiptu, jednak uniemożliwiły mu to siły wierne Muhammadowi ibn Abi Huzajfie i musiał on uciekać do Askalonu. Abd Allah miał umrzeć w Askalonie albo Ramli w 36 albo 37 roku hidżry (tj. pomiędzy rokiem 656 a 658). Według niektórych źródeł po śmierci Usmana miał jednak przyłączyć się do Mu'awii i wziąć udział w bitwie pod Siffinem by następnie umrzeć w odosobnieniu w Askalonie dopiero w roku 676/677 albo 679. Carl Heinrich Becker uważał udział Abd Allaha w bitwie pod Siffinem i jego dużo późniejszą śmierć za jeden z wielu mitów otaczających to starcie, jednak wbrew niemu Wilferd Madelung na podstawie swojej analizy źródeł uznał, że Abd Allah rzeczywiście walczył w tej bitwie.